# Puglia (ariete torpediniere)

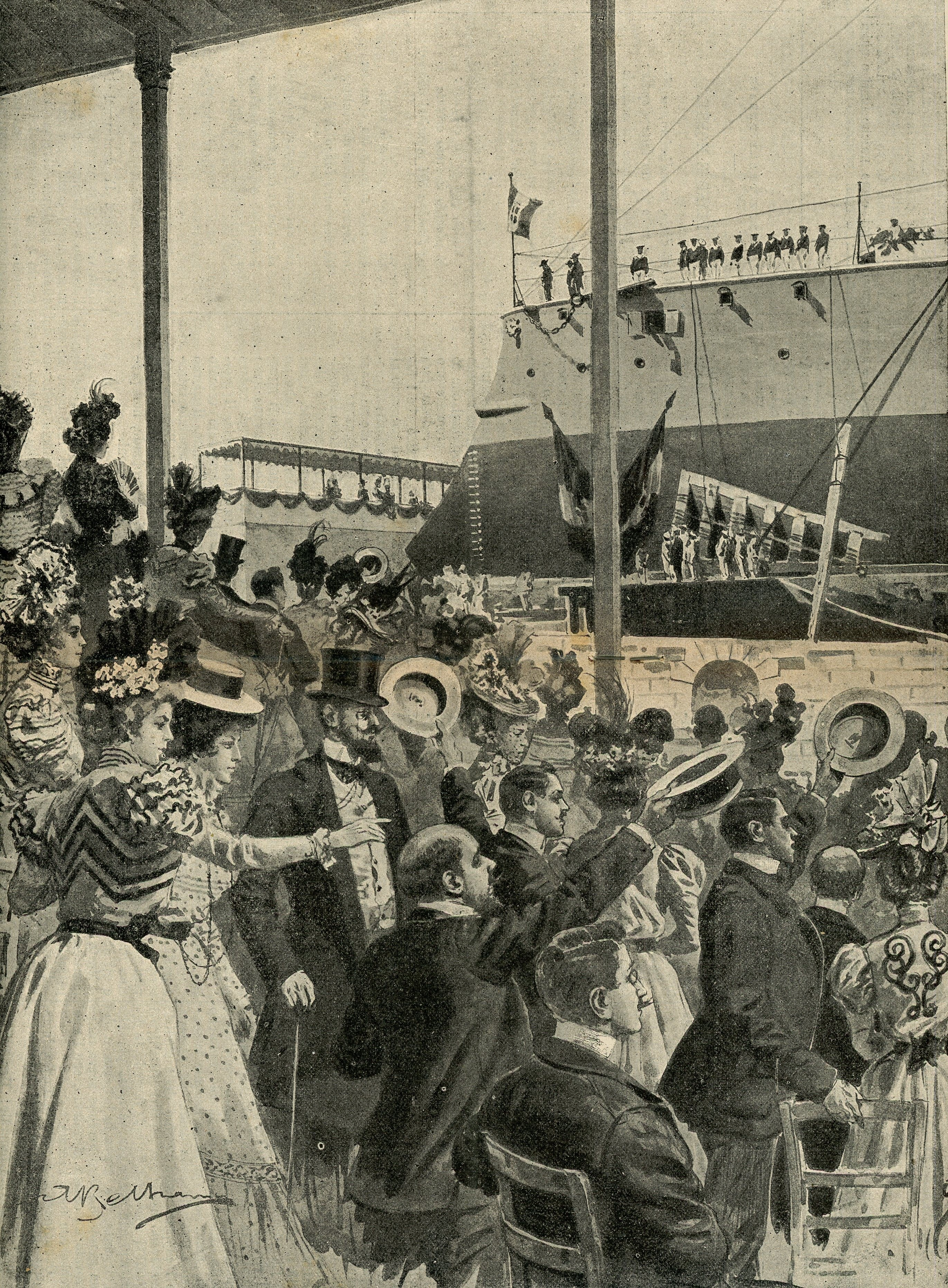
Taranto. Il varo dell’incrociatore Puglia

L'ariete torpediniere Puglia della Regia Marina apparteneva alla classe Regioni o Lombardia, ed era derivato dall'ariete torpediniere Dogali. Esso fu uno dei tanti progetti del generale Edoardo Masdea, del genio navale della Regia Marina. La nave era stata progettata per il servizio stazionario nelle colonie ed oltremare, e di conseguenza era poco adatta ai servizi di squadra, ma ottima per quelli in mari lontani. Lo scafo aveva un rivestimento in legno ricoperto di lastre di zinco per sopportare lunghe campagne coloniali e navigazione nei mari tropicali.

## Servizio
Lo scafo era stato impostato nel mese di ottobre 1893 nell’Arsenale di Taranto. La nave, varata il 22 settembre 1898, terminato l'allestimento, svolse la sua prima crociera con partenza da Taranto il 23 marzo del 1901, con sosta a Napoli e trasferimento alla Spezia per essere armata per il lungo viaggio in Australia, con il compito di negoziare l'emigrazione italiana in quell'area.

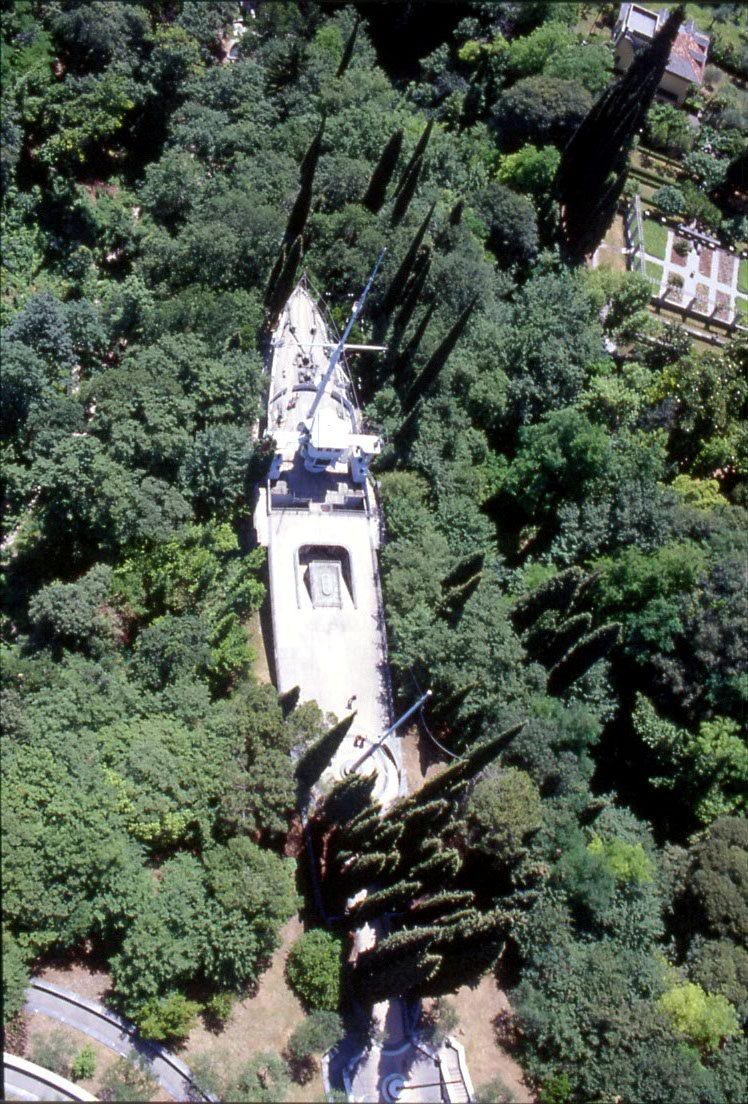
La nave militare Puglia nel Parco del Vittoriale

La nave Puglia, entrata in servizio il 26 maggio 1901, partita dalla città ligure per l'Australia e l"Estremo Oriente il 3 giugno, giunse il 14 luglio nel porto di Fremantle, poco distante dalla città australiana di Perth; dopo aver visitato Adelaide, Melbourne, Hobart e Sydney, il 30 ottobre lasciò Brisbane, e navigando nelle acque della Nuova Guinea e delle Isole Filippine giunse in Cina per unirsi alla Forza Navale oceanica in Estremo Oriente, svolgendo per circa un anno diverse missioni lungo le coste della Cina, della Corea e del Giappone. Nell'occasione l'unità era dipinta con colorazione grigio scuro. Ripartita per l’Italia il 19 novembre 1902, dopo aver toccato diversi porti dell’Oceano Indiano, fece il suo rientro in Patria il 7 gennaio 1903.
Nel luglio successivo la nave venne dislocata nei porti dell’America Centrale e delle Antille, navigando anche verso le coste del Brasile e del Río de la Plata e dopo aver attraversato lo Stretto di Magellano, risalì lungo le coste americane del Pacifico fino a San Francisco, dirigendosi poi verso il Giappone e la Corea e facendo rientro in Italia a Taranto il 15 giugno 1905, dopo due anni di servizio in acque d’oltremare. Dopo aver effettuato lavori di manutenzione, il 16 dicembre 1907 ripartì per nuove missioni in America, e in Cina stazionando a Shangai fino al 28 dicembre 1909.
Prese poi parte, al comando del capitano di fregata Pio Lobetti Bodoni, alla guerra italo turca, operando principalmente nel Mar Rosso dove operò attivamente in crociere di sorveglianza anti contrabbando e di bombardamento di truppe nemiche; in particolare, affondò ad Aqaba la cannoniera turca Alish, tagliò il cavo telegrafico Gedda–Suakin e catturò diversi sambuchi.
Nel 1914 venne sostituito l'armamento e l'unità fu riclassificata incrociatore protetto di 3ª classe.
Nel corso della prima guerra mondiale svolse il suo servizio principalmente nell'Adriatico, dove venne utilizzato anche come presenza in porti dalmati, effettuando numerose missioni per la posa di sbarramenti offensivi e difensivi. Nel gennaio 1917 raggiunse le acque libiche, dove stazionò fino all’ottobre successivo. Dopo il rimpatrio per lavori, venne nuovamente utilizzato nel Canale di Otranto per la posa di mine.
Al termine del conflitto la nave fu stazionaria a Spalato dove venne a trovarsi al centro degli incidenti di Spalato, occorsi tra il 1918 e il 1920; la sera dell’11 luglio 1920 si verificarono gravi incidenti fra slavi e italiani e nel corso dei torbidi rimase ucciso il comandante, Capitano di corvetta Tommaso Gulli, alla cui memoria fu decretata la Medaglia d'oro al valor militare.
Nel maggio 1921 ritornò in Italia e nel giugno successivo, a Livorno, iniziarono i lavori di trasformazione, con la sostituzione dell'armamento e la definitiva riclassificazione in posamine.
La nave Puglia nel 1923, dopo essere stata posta in disarmo e radiata, venne donata dalla Regia Marina a Gabriele D'Annunzio: la prua e gran parte delle sovrastrutture (castello, ponte, artiglierie, ecc.) vennero quindi inserite dal poeta nel parco del Vittoriale degli italiani, simbolicamente rivolta verso l'Adriatico.
L'ingegnere che si occupò della ricostruzione del ponte di comando fu Silla Giuseppe Fortunato.